# Vieska nad Blhom
Vieska nad Blhom é um município da Eslováquia, situado no distrito de Rimavská Sobota, na região de Banská Bystrica. Tem 4,83 km² de área e sua população em 2018 foi estimada em 176 habitantes.

## Demografia
| Ano:        | 1994 | 2004    | 2014    | 2024   |
| ----------- | ---- | ------- | ------- | ------ |
| Broj ljudi: | 176  | 152     | 181     | 172    |
| Razlika:    |      | -13,63% | +19,07% | -4,97% |

| Ano:               | 2023 | 2024   |
| ------------------ | ---- | ------ |
| Número de pessoas: | 173  | 172    |
| Diferença:         |      | -0,57% |